# Federace Rhodesie a Ňaska
Federace Rhodesie a Ňaska (Federation of Rhodesia and Nyasaland), také známá pod názvem Středoafrická federace (CAF – Central African Federation) byl polosuverénní stát, který existoval od roku 1953 do roku 1963. Skládal se ze Samosprávné kolonie Jižní Rhodesie a britských protektorátů Severní Rhodesie a Ňasko. Tato federace nebyla podřízenou kolonií ani dominiem – britská přítomnost byla reprezentována pouze generálním guvernérem s omezenými pravomocemi. Výhledově se s federací počítalo jako se suverénním státem v rámci Společenství národů.
Federace byla založena 1. srpna 1953. Volební systém byl nastaven tak, aby bílá menšina měla politickou převahu, což bylo problematické kvůli tomu, že populační podíl bělochů ve federaci byl 1,84 %. Ačkoliv byl přístup vlády k černochům na africké poměry liberální, tak černošská majorita měla jenom málo důvodů proč být v tehdejším politickém režimu spokojená.
Federace se rozpadla 31. prosince 1963, kdy Severní Rhodesie vyhlásila nezávislost pod novým názvem Zambie a Ňasko pod novým názvem Malawi. Jižní Rhodesie jednostranně vyhlásila nezávislost pod názvem Rhodesie.

## Ekonomika
Navzdory složité federální struktuře federace první rok své existence dosáhla skvělého hrubého domácí produktu 350 milionů liber, o dva roky později to bylo už 450 milionů liber. Běloši však v průměru vydělávali desetkrát více než černí.
V roce 1955 byla vybudována přehrada Kariba, což by triumf tehdejšího inženýrství – ve své době to byla největší přehrada na světě.

## Demografie
| Rok  | Jižní Rhodesie  | Jižní Rhodesie      | Severní Rhodesie | Severní Rhodesie    | Ňasko          | Ňasko               | Celkem           | Celkem              |
| ---- | --------------- | ------------------- | ---------------- | ------------------- | -------------- | ------------------- | ---------------- | ------------------- |
| Rok  | Běloši          | Černoši             | Běloši           | Černoši             | Běloši         | Černoši             | Běloši           | Černoši             |
| 1927 | 38 200 (3,98 %) | 922 000 (96,02 %)   | 4 000 (0,4 %)    | 1 000 000 (99,6 %)  | 1 700 (0,13 %) | 1 350 000 (99,87 %) | 43 900 (1,32 %)  | 3 272 000 (98,68 %) |
| 1946 | 80 500 (4,79 %) | 1 600 000 (95,21 %) | 21 919 (1,32 %)  | 1 634 980 (97,68 %) | 2 300 (0,10 %) | 2 340 000 (99,90 %) | 104 719 (1,84 %) | 5 574 980 (98,16 %) |